# Oswald West

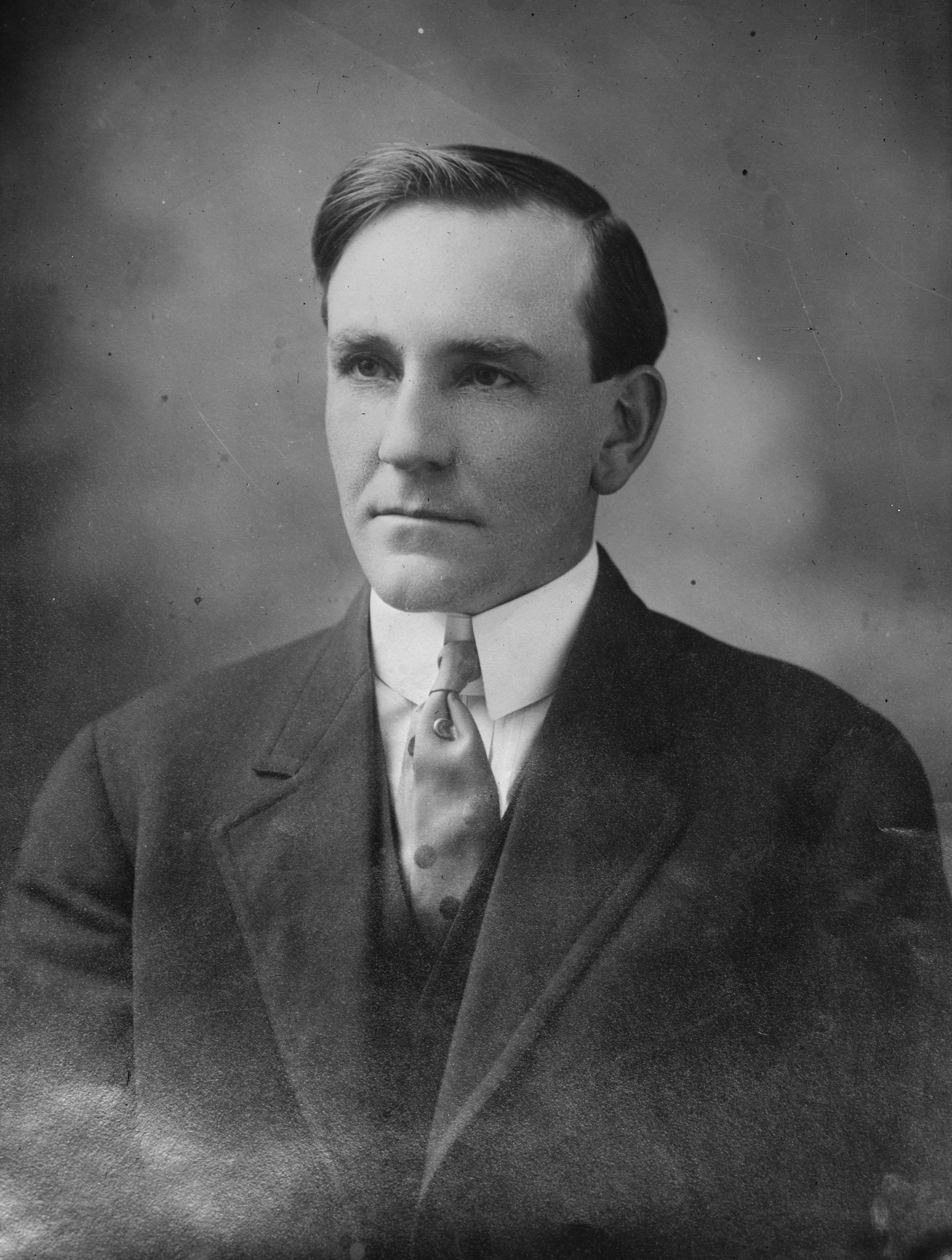
Oswald West

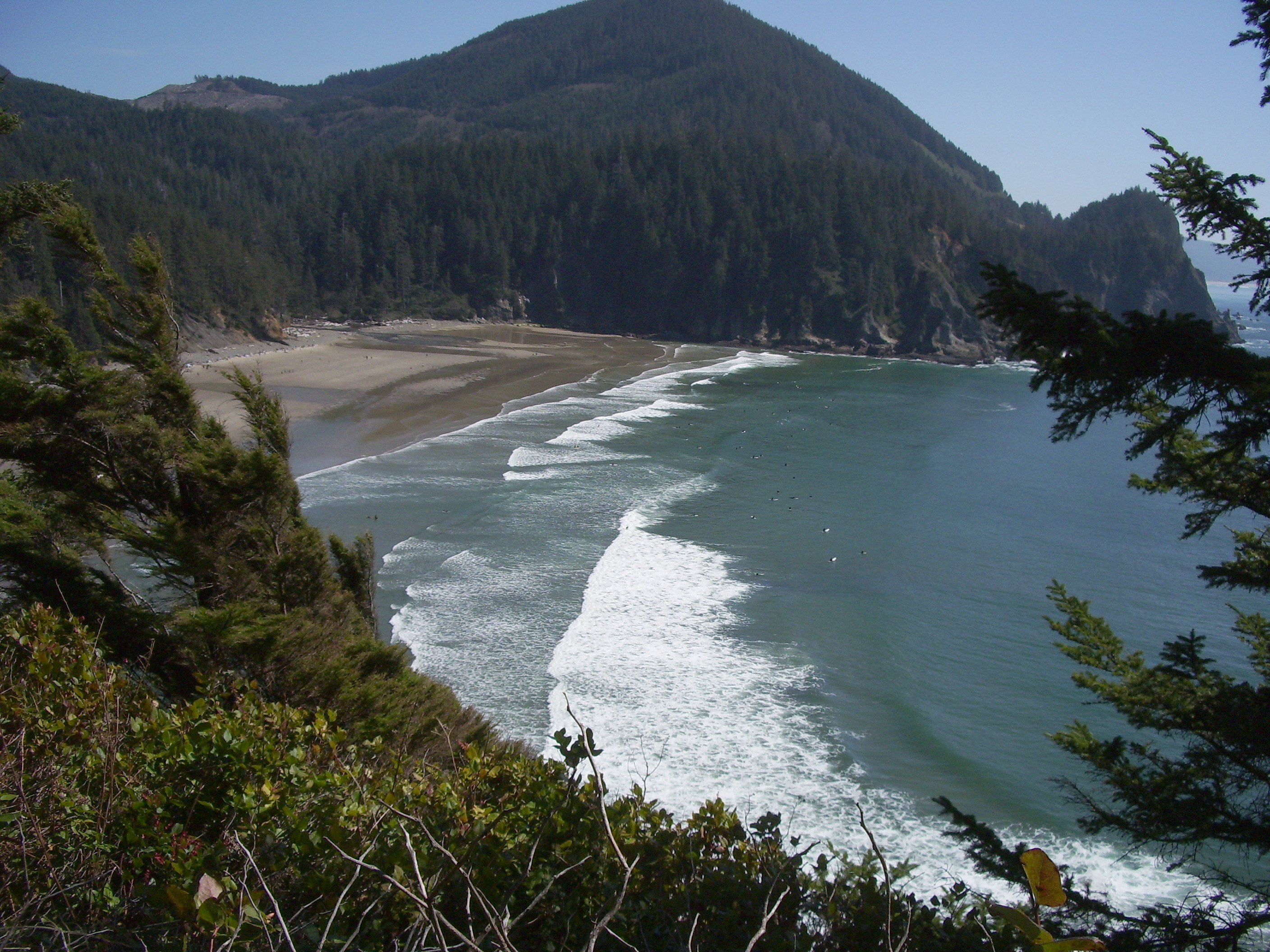
Strand des Oswald West State Parks an der Küste Oregons

Oswald West (* 20. Mai 1873 in Guelph, Kanada; † 22. August 1960 in Portland, Oregon) war ein US-amerikanischer Politiker und von 1911 bis 1915 der 14. Gouverneur des Bundesstaates Oregon.

## Frühe Jahre und politischer Aufstieg
Schon als Kleinkind kam Oswald West mit seinen Eltern nach Salem in Oregon. Dort besuchte er bis 1889 die öffentlichen Schulen. Danach begann er in einer Bank zu arbeiten. Während des Klondike-Goldrauschs in Alaska war auch West für sechs Monate auf den dortigen Goldfeldern.
Zwischen 1903 und 1907 fungierte West als Leiter der Landverwaltungsbehörde von Oregon. In dieser Eigenschaft konnte er etwa 4000 Quadratkilometer Land, das durch Betrug veräußert worden waren, für den Staat zurückholen. Im Jahr 1907 wurde er für vier Jahre Mitglied des Eisenbahnausschusses. Im Jahr 1910 wurde er als Kandidat der Demokratischen Partei zum neuen Gouverneur seines Staates gewählt. Er setzte sich dabei gegen den republikanischen Amtsinhaber Jay Bowerman durch, wozu ein Stimmenanteil von 46,6 Prozent genügte, weil Kandidaten kleinerer Parteien zusammen auf knapp zwölf Prozent der Stimmen kamen.

## Gouverneur von Oregon
West trat sein neues Amt am 11. Januar 1911 an. In seiner vierjährigen Amtszeit wurde das Frauenwahlrecht eingeführt. Außerdem wurden einige Arbeitsschutzgesetze verbessert und das noch heute in den USA übliche Vorwahlsystem gesetzlich in Oregon verankert. Gouverneur West war ein fast fanatischer Anhänger der Prohibitionsbewegung. Aus diesem Grund wurde auch ein Alkoholverbot erlassen. Das ging so weit, dass er an Silvester 1913 das Kriegsrecht über die Stadt Copperfield verhängte, um den Alkoholkonsum zu unterbinden. Dieses Vorgehen erregte bundesweit Aufsehen.
Unabhängig davon setzte sich der Gouverneur sehr für den Umweltschutz ein. Er stellte auch die Strände entlang der Pazifikküste unter Schutz und reservierte sie für die Öffentlichkeit. Damals entstand auch eine eigene Abteilung zur Verwaltung der Wälder (Forestry). West setzte sich auch für eine durchgreifende Reform des Strafvollzugs ein.

## Weiterer Lebensweg
Im Jahr 1914 strebte Oswald West keine zweite Amtszeit an. Daher schied er am 12. Januar 1915 aus dem Amt. Nach dem Ende seiner Gouverneurszeit war er als Rechtsanwalt tätig. 1918 bewarb er sich erfolglos um einen Sitz im US-Senat. In den folgenden Jahren schrieb er in verschiedenen Zeitungen Artikel über alle Bereiche des öffentlichen Lebens. In den 1930er Jahren war er ein Berater von Gouverneur Charles Martin. Nach einem Herzanfall im Jahr 1945 beendete er seine Anwaltstätigkeit und zog sich endgültig in den Ruhestand zurück. Er starb im Jahr 1960. Oswald West war mit Mabel Hutton verheiratet, mit der er drei Kinder hatte.
Ihm zu Ehren wurde 1956 der Short Sands Beach State Park in Oswald West State Park umbenannt.